# HMS Sikh (F82)
«Сикх» (F82) (англ. HMS Sikh (F82) — військовий корабель, ескадрений міноносець типу «Трайбл» Королівського військово-морського флоту Великої Британії за часів Другої світової війни.
«Сикх» був закладений 24 вересня 1936 року на верфі компанії Alexander Stephen and Sons, Глазго. 12 жовтня 1938 року увійшов до складу Королівських ВМС Великої Британії.